# Première Nation d'Eabametoong
La Première Nation d'Eabametoong, également connue sous les noms de Fort Hope et d'Eabamet Lake, dont le nom officiel est Eabametoong First Nation, est une Première Nation ojibwée située dans le district de Kenora en Ontario au Canada. La bande possède une seule réserve, Fort Hope 64, située sur la rive du lac Eabamet à environ 300 km au nord-est de Thunder Bay.

## Démographie
Les membres de la Première Nation d'Eabametoong sont des Ojibwés. En mars 2022, la bande avait une population inscrite totale de 2 785 membres dont 1 146 vivaient hors réserve.

## Géographie
La Première Nation d'Eabametoong possède une seule réserve nommée Fort Hope 64. Elle se situe sur la rive du lac Eabamet qui se trouve dans le système hydrologique de la rivière Albany. Elle est accessible à l'année seulement par avion via l'aéroport de Fort Hope ou par des routes de glace en hiver. Elle se trouve à environ 300 km au nord-est de Thunder Bay et est entourée par le territorie non organisé Unorganized Kenora District (en). Elle couvre une superficie de 259 km2.

## Gouvernance
La Première Nation d'Eabametoong est administrée par un conseil de bande élu selon la section de la Loi sur les Indiens. Pour le mandat de 2021 à 2023, celui-ci est composé du chef Solomon Atlookan et de cinq conseillers.
La Première Nation d'Eabametoong est affiliée au conseil tribal des Premières Nations Matawa.

## Histoire
La Première Nation d'Eabametoong est signataire du Traité 9.